# III. Letsie lesothói király
III. Letsie (eredeti nevén: David Mohato Bereng Seeiso) (1963. július 17. –) Lesotho királya. Apját, II. Moshoeshoe-t követte a trónon 1990-ben, amikor azt száműzték, de 1995-ben lemondott visszatérő apja javára. Apja 1996-ban halt meg, azóta III. Letsie uralkodik Lesothóban.

## Élete
Tanulmányait Angliában végezte, az Ampleforth College-ban, az ország egyik neves iskolájában. Továbbtanult a Lesothói Nemzeti Egyetemen, ahol jogi diplomát szerzett. Tanult a Bristoli Egyetemen és a Cambridge-i Egyetemen is. 1989-ben fejezte be tanulmányait és tért vissza Lesothóba. Letsie király 2000-ben házasságot kötött Karabo Anna Motšoenenggel, akitől két lánya és egy fia született.